# Општина Рошија (Бихор)
Рошија (рум. Roşia) општина је у Румунији у округу Бихор.
Oпштина се налази на надморској висини од 322 m.